# Karl Taylor Compton
Karl Taylor Compton (Wooster, 14 de setembro de 1887 — Nova Iorque, 22 de junho de 1954) foi um físico norte-americano e presidente do Instituto de Tecnologia de Massachusetts (MIT) de 1930 até 1948.